# Consolidated PBY Catalina
Pour les articles homonymes, voir Catalina.
Le Consolidated PBY Catalina est un hydravion militaire conçu dans les années 1930 aux États-Unis. Il est largement utilisé pendant la Seconde Guerre mondiale, tant par l'armée américaine que par celle d'autres pays alliés, effectuant des missions très diverses (lutte anti-sous-marine, escorte de convois, sauvetage en mer, etc.).
Très fiable et capable de parcourir de grandes distances, le Catalina a été construit à environ 4 000 exemplaires, dont une partie au Canada et en URSS. Il a été utilisé par plus de 25 pays différents, y compris comme avion de transport civil. 24 exemplaires sont encore en état de vol[Quand ?], employés comme bombardiers d'eau dans le cadre de la lutte contre les feux de forêt. D'autres ont été restaurés et sont maintenus en état de vol par diverses associations.
La désignation initiale de l'avion était simplement PBY, avec « PB » pour « Patrol Bomber » (patrouilleur, bombardier), « Y » étant la désignation de Consolidated, son constructeur. Il fut surnommé Catalina par les Britanniques, en référence à l'Île Santa Catalina en Californie pour respecter leur système de désignation des avions. Les avions fabriqués au Canada étaient eux désignés Canso.

## Historique
En 1933, l'US Navy émet un appel d'offres pour un hydravion ayant une autonomie de 4 800 km et une vitesse de croisière de 160 km/h. Deux projets sont retenus : le XP3D-1 de la firme Douglas et le XP3Y-1 de Consolidated (Model 28), qui avait déjà produit deux appareils de ce type (le Model 16 Commodore civil et le Model 22 Ranger militaire). Le premier prototype du Catalina fait son vol inaugural le 28 mars 1935 à Norfolk (Virginie). Lors des vols d'essais, l'avion relie Norfolk au canal de Panama puis, de là, rejoint San Francisco, démontrant ses capacités.
Le XP2Y-1 présente plusieurs innovations : une aile parasol avec deux renforts de chaque côté en faisant une aile cantilever. Les flotteurs de stabilisation se rétractent pour constituer les saumons de bout d'aile, selon un brevet de la société Saunders-Roe. La coque se compose de deux parties principales comme celle du P2Y. Mais la queue cantilever cruciforme donne de meilleures performances que la double dérive. Un grand dôme d'observation de chaque côté de l'avion facilite les patrouilles maritimes.
Un certain nombre de modifications sont apportés au XP3Y-1, notamment l'installation de moteurs plus puissants et une nouvelle dérive, l'avion modifié recevant la désignation XPBY-1. Il fait son premier vol le 19 mai 1936 et, quelques mois plus tard, Consolidated commence à livrer les soixante exemplaires de cette version initiale. D'autres commandes sont reçues de l'US Navy, correspondant aux versions PBY-2, PBY-3 et PBY-4 qui diffèrent principalement du PBY-1 par une motorisation de plus en plus puissante.

## Engagements
Le Catalina est initialement conçu comme un patrouilleur-bombardier, un avion avec long rayon d'action capable de localiser et d'attaquer des navires de transport ennemis afin de rompre les lignes de ravitaillement ennemies. Il peut être armé de bombes, de torpilles ou de charges de profondeur pour la lutte anti-sous-marine.

### Seconde Guerre mondiale
Les Catalina américains, canadiens et britanniques assurent la protection anti-sous-marine des convois de bateaux traversant l'Atlantique vers la Grande-Bretagne ou vers Mourmansk en URSS. Malgré l'armement anti-aérien des sous-marins, ils en coulent à eux tout seuls une trentaine (dont le U-156, le U-164, le U-197, etc.) plus quelques autres en collaboration avec d'autres moyens anti-sous-marins.
Un Catalina brésilien coule le U-199 dans les eaux territoriales brésiliennes le 31 juillet 1943.
C'est un Catalina de la Royal Air Force qui, le 26 mai 1941, retrouve le cuirassé allemand Bismarck qui s'était échappé après avoir coulé le HMS Hood, fierté de la marine britannique.
C'est un Catalina de l’Aviation royale canadienne qui détecte les porte-avions japonais approchant de Ceylan le 4 avril 1942 et fait échouer l'attaque contre la flotte britannique de l'océan Indien.
C'est un Catalina de l'US Navy qui, le 3 juin 1942, repère la flotte japonaise s'approchant de Midway et permet ainsi de lancer la première attaque aérienne de la bataille de Midway.

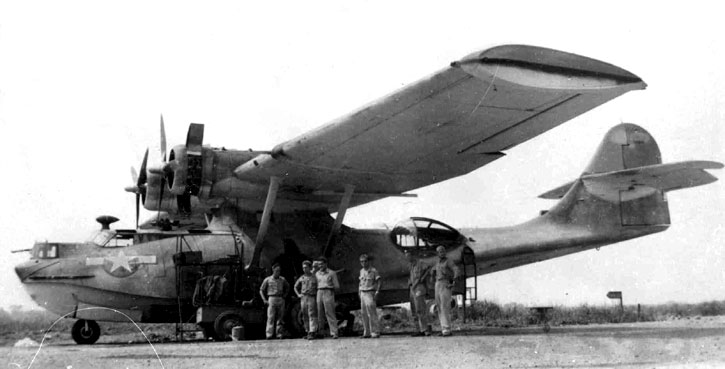
Un Catalina et son équipage.

Pendant la guerre dans le Pacifique, les Catalina de plusieurs escadres ont été modifiés pour pouvoir opérer de nuit. Équipés de détecteurs d'anomalies magnétiques, peints en noir, ces Catalina (surnommés les Black Cats en référence à leur peinture), attaquent les convois de ravitaillement japonais la nuit. Dans ce rôle, ils coulent 112 700 tonnes de bateaux marchands, en endommagent 47 000 tonnes et endommagent 10 navires de guerre.
La Royal Australian Air Force (RAAF) utilise aussi des Catalina pour des raids nocturnes de mouillage de mines le 23 avril 1943 dans les eaux japonaises. Et notamment dans le port de Balikpapan fournissant du pétrole au Japon. Fin 1944, ils mouillent aussi des mines dans la baie de Manille pour faciliter la reconquête des Philippines par le général Mac Arthur. Ils réalisent aussi des raids contre des ports de la côte chinoise et la base japonaise importante de Rabaul.
Les Catalina réalisent de nombreuses missions de sauvetage en mer. C'est un Catalina qui sauve 56 marins du croiseur USS Indianapolis coulé en pleine mer par un sous-marin japonais au retour de sa mission de livraison de la première bombe atomique. Quand il n'y a plus de place dans l'avion, l'équipage attache des marins sur les ailes de l'hydravion pour pouvoir les sauver.

### Autres conflits
À la fin de la guerre, les Catalina purement hydravions sont retirés du service, mais les versions amphibies sont conservées quelques années. Le dernier Catalina, un PBY-6A, appartenant à l'U.S. Navy de réserve, est retiré du service le 3 janvier 1957.
Le 16 juin 1955, trois Catalina de la marine argentine participent au bombardement de la place de Mai à Buenos Aires, en prélude de la Révolution libératrice.
De nombreux Catalina restent en service jusqu'à la fin des années 1960 dans de plus petites forces aériennes, notamment dans l'armée de l'air brésilienne où ils sont utilisés jusqu'à 1982 à partir de Belém pour des transports militaires le long de l'Amazone dans des régions éloignées et difficiles d'accès.
La France engage ses Catalina pendant la guerre d'Indochine puis la guerre d'Algérie.

## Usages civils

### Usages commerciaux

#### The Double Sunrise

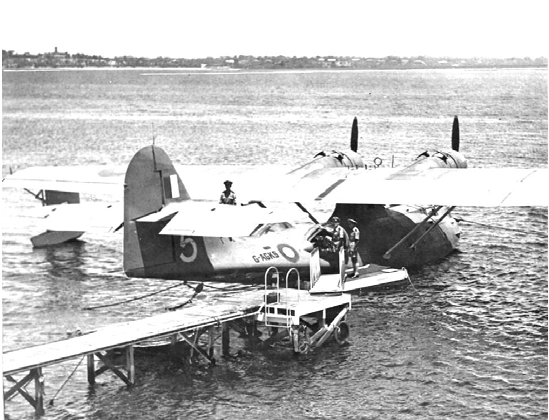
Catalina Double Sunrise sur la base de Nedlands en Australie en 1943.

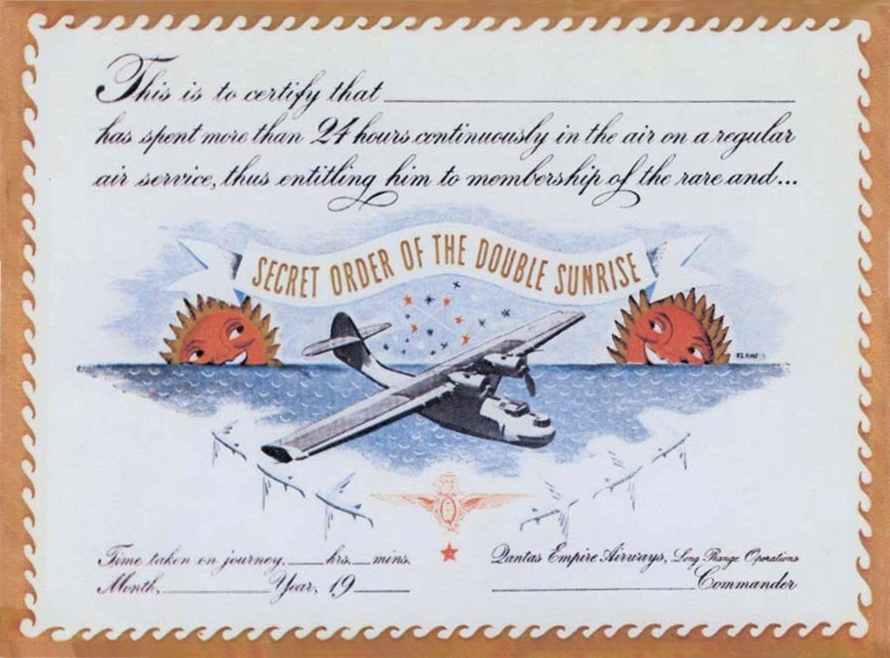
Le diplôme du "Secret Order of the Double Sunrise".

The Double Sunrise (Le double lever de soleil) (en) était un service de vols commerciaux établi du 29 juin 1943 au 18 juillet 1945 entre l'Australie et Sri Lanka après la coupure des lignes aériennes à la suite de la prise de Singapour par les Japonais en 1942.
Du personnel de l'armée de l'air australienne fut sollicité pour piloter des Catalina pour le compte de la compagnie aérienne Qantas. Les vols partaient de Nedlands, Crawley ou Pelican Point sur le fleuve Swan à proximité de Perth sur la côte ouest de l'Australie. Ils reliaient la base de la Royal Air Force à Koggala près de Galle située tout au sud de l'île de Ceylan, maintenant Sri Lanka, sur une distance de 6 480 km. Ultérieurement, la ligne fut prolongée jusqu'à Karachi au Pakistan.
Ces vols furent les plus longs (pas en distance, mais en durée) de l'aviation commerciale : de 27 à 33 heures. De ce fait, comme les passagers pouvaient voir deux fois le soleil se lever, ces vols étaient appelés The Double Sunrise. Ces vols devaient respecter le silence radio pour éviter d'attirer des avions japonais. Pour naviguer, ils ne disposaient que d'un compas et de l'observation des étoiles,.
L'horaire de départ était déterminé afin de survoler de nuit les territoires occupés par les japonais. Le trajet longeait la côte ouest de Crawley à Exmouth, puis obliquait vers les Îles Cocos ou l'île Christmas, sans cependant les apercevoir. Après le succès des premiers vols, le service devint hebdomadaire.
La charge utile était faible : 500 kg ou trois passagers avec au plus 65 kg de bagages ou de courrier. Tous les équipements non essentiels, tels que ceux de dégivrage ou de chauffage avaient été démontés (alors que la température extérieure descendait à −14 °C et que l'avion est mal isolé). Cependant, le poids au décollage était de 15 900 à 16 000 kg, proche du poids maximum au décollage de 16 100 kg. Il emportait 7 500 l de carburant. 271 traversées furent réalisées, transportant 860 passagers et 4 500 kg de courrier. À l'issue du vol, les passagers recevaient le diplôme du Secret Order of the Double Sunrise.
En juillet 1945, les Catalina furent remplacés par des Consolidated B-24 Liberator plus grands et plus confortables. Malgré la difficulté de ces vols, aucun Catalina ne fut perdu.

### Autres usages civils

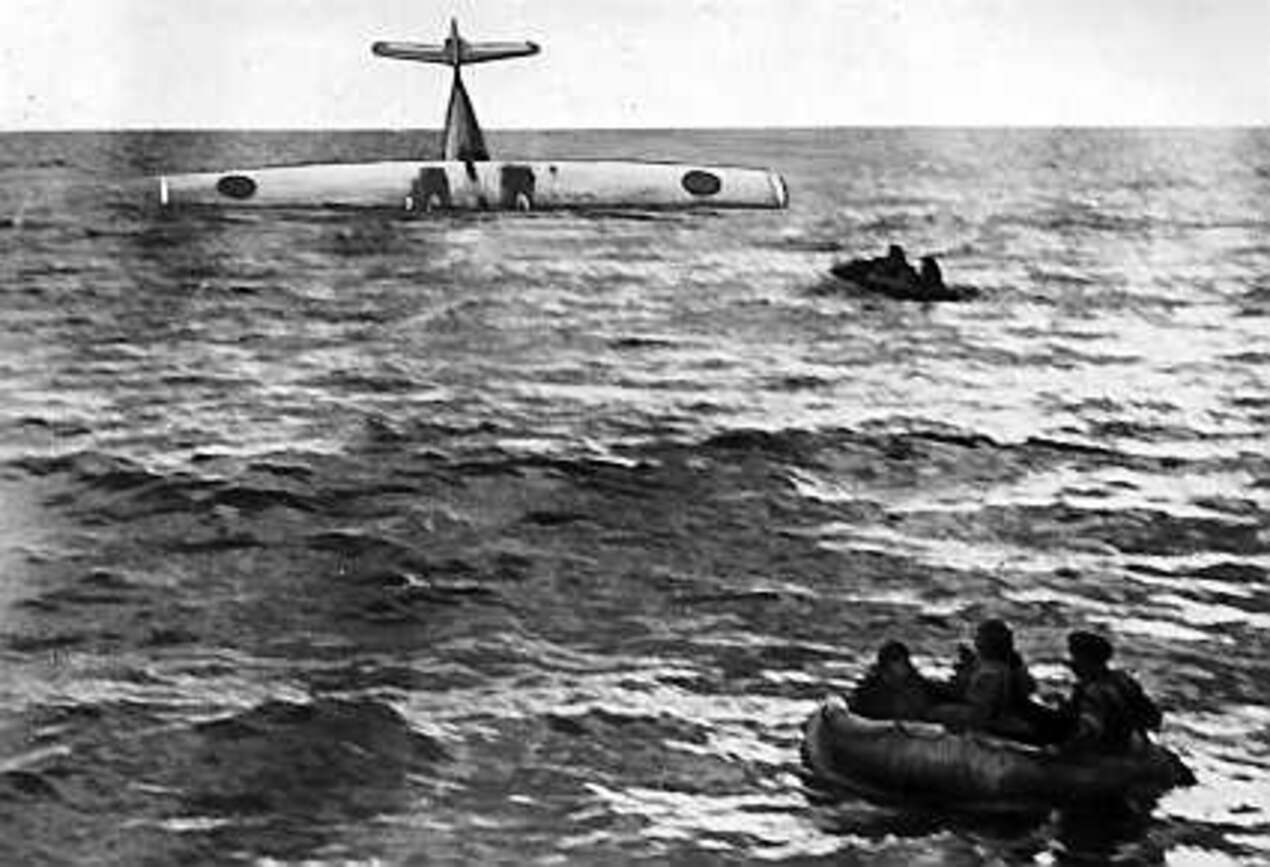
Le Catalina suédois abattu par les soviétiques en 1952.

Des Catalina sont utilisés pour des vols transatlantiques par la American Export Air Lines.
Les Catalinas furent utilisés pendant longtemps après la guerre pour des missions de sauvetage en mer et de bombardier d'eau et au moins un par Air France pour des vols en Polynésie française.
Le Commandant Cousteau utilisa un PBY-6A (N101CS) pour ravitailler ses expéditions. Son second fils, Philippe, fut tué dans un accident à bord de cet avion sur le Tage près de Lisbonne.
Le capitaine de la marine chilienne Roberto Parragué réalisa avec un Catalina le premier vol entre l'île de Pâques et le continent, ainsi que le premier vol vers Tahiti.
L'affaire du Catalina est le nom donné à un incident pendant la guerre froide où un Catalina de l'armée de l'air suédoise fut abattu par des chasseurs soviétiques au-dessus de la mer Baltique le 16 juin 1952. L'équipage réussit à amerrir près du cargo allemand Münsterland et put être sauvé,. Il faisait partie d'une patrouille de deux Catalina à la recherche d'un Douglas DC-3 suédois disparu trois jours plus tôt. On apprit plus tard que celui-ci avait lui-même été abattu par un chasseur soviétique pendant une mission de renseignement électronique.

## Variantes
- Consolidated 28 : prototype.
- PBY-1 : version initiale équipée de 2 moteurs R-1830-64 de 900 ch (60 exemplaires).
- PBY-2 : version améliorée (50 exemplaires).
- PBY-3 : version équipée de moteurs R-1830-66 de 1 000 ch (66 exemplaires).
- PBY-4 : version équipée de moteurs R-1830-72 de 1 050 ch (33 exemplaires).
- PBY-5 : version équipée de moteurs R-1830-82 ou -92 de 1 200 ch (683 exemplaires).
- PBY-5A : version amphibie du PBY-5 (803 exemplaires).
- PBY-6A : version amphibie dotée d'une meilleure aérodynamique et hydrodynamique (175 exemplaires).
- PB2B-1 et PB2B-2 : PBY-5 construits par Boeing Canada Inc. (en) (232 exemplaires).
- PBN-1 Nomad : PBY-5 modifiés construits par la Naval Aircraft Factory (États-Unis, 156 exemplaires); désignation OTAN : Mop.
- PBV-1A : PBY-5A construits par Canadian Vickers (380 exemplaires)
- GST : exemplaires construits en URSS (plusieurs centaines)

## Utilisateurs

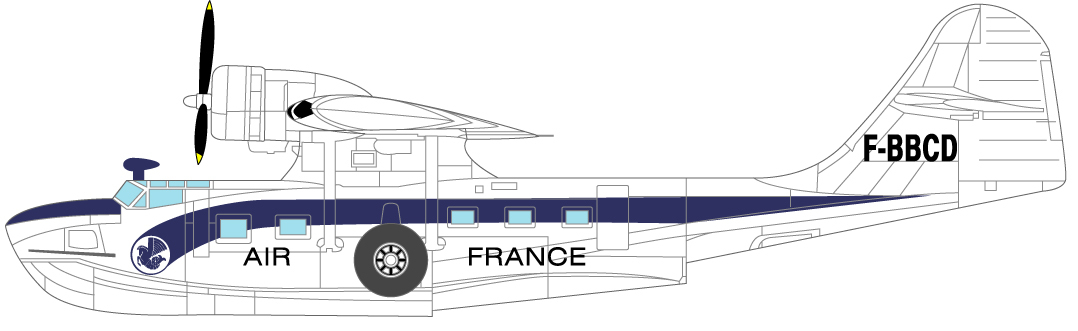
Le Catalina F-BBCD de la compagnie Air France.

- Afrique du Sud
- Argentine
- Australie
- Brésil
- Chili
- Chine
- Canada
- Colombie
- Danemark
- Équateur
- États-Unis
- France
- Indonésie
- Islande
- Israël
- Mexique
- Nouvelle-Zélande
- Norvège
- Paraguay
- Pérou
- Philippines
- Pays-Bas
- Royaume-Uni
- Suède
- Union soviétique
- Uruguay

## Culture populaire

### Cinéma
- C'est à bord d'un Catalina que le professeur Catalan s'enfuit vers l'Amazonie dans le film L'Homme de Rio avec Jean-Paul Belmondo.
- Un Catalina dépose le commando britannique au port d'appareillage dans Les canons de Navarone.
- C'est un Catalina qui localise les rescapés du U-571 dans le film du même nom.
- Un Catalina apparaît plusieurs fois dans le film Always de Steven Spielberg.
- Un Catalina apparait plusieurs fois dans le film biographique sur le commandant Cousteau "l'Odyssée"
- Dans le film USS Indianapolis: Men of Courage, c'est l'équipage d'un Catalina qui repère et vient en aide en premier aux rescapés du naufrage.
- Un catalina apparait avec son équipage dans le film Dauntless: the battle of Midway
- Plusieurs Catalinas apparaissent en mission d’escorte anti sous-marine dans le film Uss Greyhound.

### Télévision
- Dans la série de reportages Opération Okavango présentant l'exploration des plus beaux sites du continent Africain par Nicolas Hulot, l'expédition se déplace régulièrement en utilisant un Catalina piloté par un équipage canadien.

### Bandes-dessinées
- Dans Les Mystères de Midway, volume 2 des aventures de Buck Danny et dans L'Île du Diable (Buck Danny), quatrième histoire des aventures de la série Buck Danny "classic".

### Jeux vidéo
- La mission « Black Cats » du jeu vidéo Call of Duty: World at War se déroule intégralement à bord d'un Catalina Black Cat et consiste notamment en l'attaque d'un convoi de ravitaillement japonais.
- Dans le jeu Medal of Honor : Batailles du Pacifique, à la fin de la mission "Henderson Field" à Guadalcanal, le joueur prend le contrôle d'un canon Bofors 40 mm pour protéger un Catalina Black Cat transportant des blessés.
- Le jeu Heroes of the Pacific permet au joueur de piloter un PBY Catalina lors de plusieurs missions spécifiques, notamment axées sur la reconnaissance et le sauvetage en mer.
- Dans le jeu War Thunder, il est possible de piloter le PBY Catalina avec ses variantes de bombes lors des parties en ligne.